# براتیشواتس
براتیشواتس (به صربی: Bratiševac) یک منطقهٔ مسکونی در صربستان است که در Opština Babušnica واقع شده‌است. براتیشواتس ۱۹۴ نفر جمعیت دارد.